# Brodowo (Ełk)
Brodowo (deutsch Brodowen, 1938–1945 Broden) ist ein kleiner Ort in der polnischen Woiwodschaft Ermland-Masuren, der zur Gmina Ełk (Landgemeinde Lyck) im Powiat Ełcki (Kreis Lyck) gehört. Brodowo liegt im südlichen Osten der Woiwodschaft Ermland-Masuren, 14 Kilometer südöstlich der Kreisstadt Ełk (Lyck).

## Geschichte
Im Jahr 1513 erhielt Brodowen seine Handfeste nach Magdeburger Recht. Der kleine Ort bestand aus ein paar Gehöften.
Im Jahr 1874 wurde Brodowen in den neu errichteten Amtsbezirk Sawadden (polnisch Zawady-Tworki) eingegliedert. Er gehörte zum Kreis Lyck im Regierungsbezirk Gumbinnen in der preußischen Provinz Ostpreußen. Zwischen 1888 und 1898 erfolgte für Brodowen zusammen mit Jebramken (polnisch Jebramki) die Eingemeindung in die Landgemeinde Klein Lasken (polnisch Laski Małe). Im Jahr 1905 zählte der kleine Ortsteil 51 Einwohner.
Am 3. Juni (amtlich bestätigt am 16. Juli) des Jahres 1938 erhielt Brodowen im Zuge der nationalsozialistischen Umbenennungsaktion die Bezeichnung Broden. Nachdem der Weiler 1945 mit dem gesamten südlichen Ostpreußen in Kriegsfolge zu Polen gekommen war, wurde die Ortsbezeichnung in die polnische Namensform Brodowo umgewandelt. Seit dem 21. Jahrhundert ist er in das Schulzenamt (polnisch Sołectwo) Giże (Giesen) eingegliedert, wodurch er eine Ortschaft im Verbund der Gmina Ełk (Landgemeinde Lyck) im Powiat Ełcki (Kreis Lyck) wurde, bis 1998 der Woiwodschaft Suwałki, seitdem der Woiwodschaft Ermland-Masuren zugehörig.

## Religionen
Bis 1945 war Brodowen in die evangelische Kirche Wischniewen (1938–1945 Kölmersdorf, polnisch Wiśniowo Ełckie) in der Kirchenprovinz Ostpreußen der Evangelischen Kirche der Altpreußischen Union sowie in die römisch-katholische Kirche St. Adalbert in Lyck im Bistum Ermland eingepfarrt.
Seit der Zuordnung zu Polen gehört Brodowo zur Pfarrei Wiśniowo Ełckie im Bistum Ełk der Römisch-katholischen Kirche. Die verbliebenen evangelischen Einwohner halten sich zur Kirchengemeinde in Ełk, einer Filialgemeinde der Pfarrei in Pisz (deutsch Johannisburg) in der Diözese Masuren der Evangelisch-Augsburgischen Kirche in Polen.

## Verkehr
Brodowo liegt abseits vom Verkehrsgeschehen an einem Landweg, der von Laski Małe (Klein Lasken) nach Giże (Giesen) führt. Die nächste Bahnstation ist Laski Małe an der Bahnstrecke Ełk–Turowo (deutsch Lyck–Turowen/Auersberg), die heute von der Ełcka Kolej Wąskotorowa (ehemals „Lycker Kleinbahnen“) nur noch im Touristenverkehr als historische Schmalspurbahn betrieben wird.